# بهرام الهی
بهرام الهی (زادهٔ ۱۳۱۰ در کرمانشاه -) استاد پیشین جراحی اطفال دانشگاه تهران و نویسندهٔ چندین کتاب در پزشکی و نیز معنویت و اخلاق است.

## سرگذشت
بهرام الهی، متولد ۱۳۱۰ خورشیدی در کرمانشاه و فرزند نورعلی الهی است. وی فارغ‌التحصیل دانشکده پزشکی دانشگاه مونپلیه در فرانسه است که در مدتی نزدیک به سی سال، هم‌زمان با کار طبابت و جراحی، به کار تحقیق، تدریس و سرپرستی چند دانشکده پزشکی مشغول شد. او در این مدت، چند کتاب تخصصی در زمینه آناتومی، جراحی و اورولوژی اطفال تألیف کردکه برخی از آن‌ها به عنوان کتاب مرجع مورد استفاده دانشجویان قرار می‌گیرد. وی چند سال پیش در مقام استاد ممتاز دانشگاه بازنشسته شد.
بهرام الهی، در این سال‌ها، به موازات فعالیت‌های دانشگاهی و حرفه‌ای خود، مطالعات عمیقی در معنویت و اخلاق، بر اساس فلسفه و تعلیمات پدرش، نورعلی الهی، به عمل آورده‌است. وی در تألیفات خود، رئوس فلسفه سیر کمال نورعلی الهی، را با زبانی ساده در اختیار علاقه‌مندان قرار می‌دهد.

## شیوه تألیفات
بهرام الهی معتقد است که شیوه‌های لازم در زمینه معنویت و اخلاق، اساساً با روش‌های متداول در سایر علوم تفاوت چندانی ندارد: باید از دانش و تجربه کسانی که قبلاً در این زمینه تفحص کرده‌اند و به نتایج مطلوبی رسیده‌اند بهره گرفت، آن‌گاه آموخته‌ها را تجزیه و تحلیل نموده، مورد تجربه و آزمایش قرار داد. سپس موازین و الگوهایی دقیق و متناسب با سطح ادراک و نحوه زندگانی این زمان فراهم ساخته و در آخر، حاصل کار را به روشن‌ترین روش ممکن به کسانی که مشتاق تحقیق و پیشرفت در این زمینه هستند ارائه داد.
تألیفات بهرام الهی بر اساس سخنرانی‌های او در دانشگاه سوربن بوده‌است. این تألیفات، تاکنون به زبان‌های، فارسی، انگلیسی، آلمانی، ایتالیایی، ترکی و روسی … منتشر شده‌اند.

## تألیفات
- Le Chemin de la Lumière, Bahram Elahi, M.D. , Albin Michel, ۱۹۸۵
- The Way of Light, Bahram Elahi, M.D. , Element Books, ۱۹۹۳
- مبانی معنویت فطری، سال ۱۳۷۶. در این کتاب بهرام الهی، نظریات دقیق خود را دربارهٔ معنویت فطری مطرح می‌کند. معنویت فطری از دیدگاه او معنویتی است که با سرشت اصلی انسان و نیازهای اصیل او سازگار است. او معتقد است برای انسان این زمان آن معنویتی ملموس و قابل درک است که اصطلاحاتش را در زندگی امروزی، به‌خصوص در علوم تجربی که دنیای کنونی متأثر از آن است پیدا کند.
- معنویت یک علم است، سال ۱۳۷۷. بهرام الهی می‌گوید علم معنویت و علوم مادی گر چه هر یک در بُعد خاص خود دامنه‌ای گسترده دارند، اما از یکدیگر جدا نیستند. از نظر او معنویت یک علم تجربی و مستقل است استوار بر حقایق ملموس و قابل اثبات. معنویت دارای مبانی و اصول خاص خود است و باید با نگرش علمی و تجربی و عقلانی که مورد بررسی قرار گیرد.
- طب روح، سال ۱۳۷۹، در این کتاب که آخرین جلد از «مبانی معنویت فطری» است، مؤلف به قیاس بین روند رشد و تحول و کارکرد بعد فیزیکی انسان و جنبهٔ غیرقابل لمس آن یعنی روح یا «ارگانیسم روحی- روانی» انسان می‌پردازد.
- راه کمال، سال ۱۳۸۲
- پایه‌های سیر کمال روحی: راهنمای عملی، سال ۱۳۹۸، کتاب راهنمای عملی، از مجموعهٔ پنج جلدی «پایه‌های سیر کمال روحی انسان» است. این کتاب راهکاری است عملی برای عمل این‌ویو به سیر کمال روحی انسان که نورعلی الهی آن را طب جدید روح نامیده‌است. هدف از نگارش این کتاب و کتاب‌های همراهش، ارائه راهکار عملی برای سیر کمال روحی انسان و پاسخ به پرسش‌های همیشگی او از مبدأ و غایت و معنای زندگی و دنیای پس از مرگ و نهایتاً وظیفهٔ اصلی انسان در کرهٔ زمین است.[۵]

### تألیفات پزشکی
- استخوان‌شناسی، انتشارات جیحون، چاپ بیست‌ودوم، ۱۳۸۵
- آناتومی اندام، انتشارات جیحون، چاپ هفدهم، ۱۳۸۵
- آناتومی تنه، انتشارات جیحون، چاپ شانزدهم، ۱۳۸۵
- اورولوژی اطفال، انتشارات جیحون، چاپ اول، ۱۳۷۶
- درآمدی بر جراحی اطفال، انتشارات جهاد دانشگاهی، چاپ اول، ۱۳۷۳